# Paraphoxus glacialis
Paraphoxus glacialis är en kräftdjursart. Paraphoxus glacialis ingår i släktet Paraphoxus och familjen Phoxocephalidae. Inga underarter finns listade i Catalogue of Life.